# The ONE

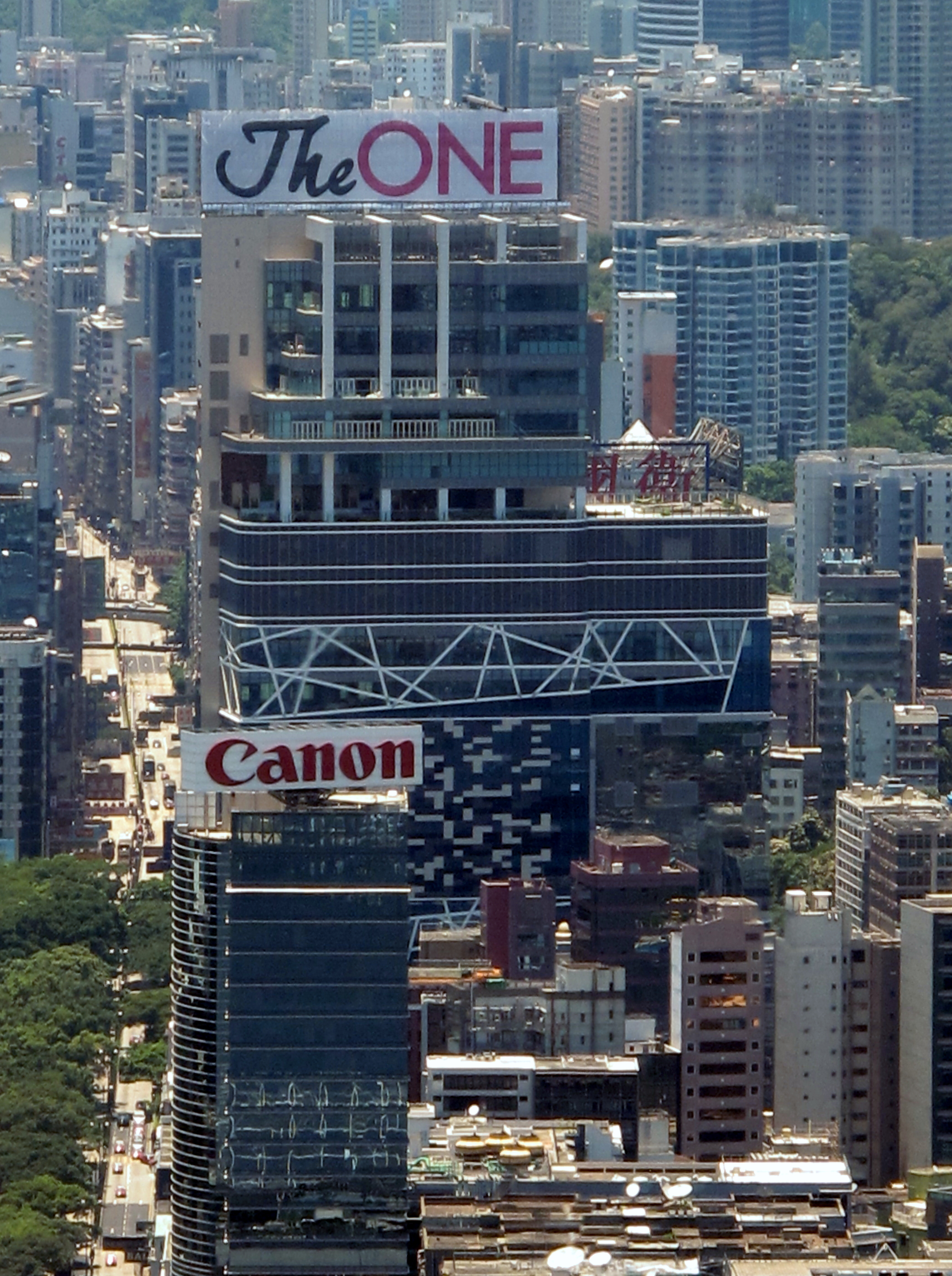
The ONE

The ONE은 홍콩 짐사저이에 위치한 쇼핑 센터이다.